# Kajus (papież)
Kajus (także Gajus lub Gajusz; ur. w Dalmacji, zm. 22 kwietnia 296) – święty Kościoła katolickiego, 28. papież w okresie od 17 grudnia 283 do 22 kwietnia 296.

## Życiorys
Najprawdopodobniej był spokrewniony z cesarzem Dioklecjanem i pochodził z Dalmacji. Został pochowany w katakumbach św. Kaliksta, ale nie w sektorze papieskim. Jego grób z oryginalnym epitafium znaleziono w osobnej krypcie. Zwłoki odnaleziono 21 kwietnia 1622, a wraz z nimi pierścień, którym pieczętował swe listy. W 1631 papież Urban VIII kazał przenieść je do kościoła tytularnego w Rzymie.
Św. Kajus przedstawiany jest w tiarze papieskiej wraz ze św. Filipem Nereuszem.
Jego święto jest obchodzone 22 kwietnia.